# Komin Pokutników

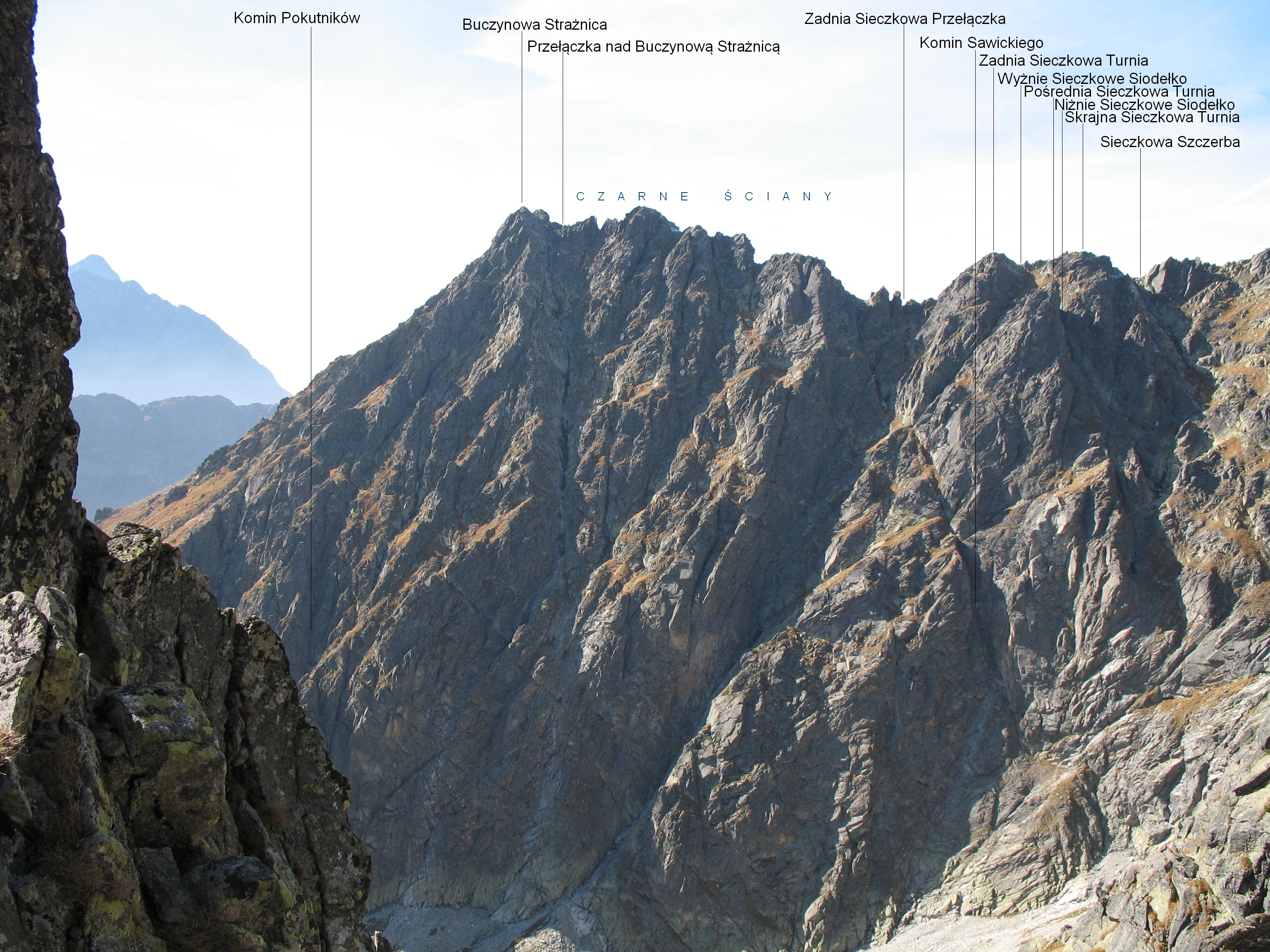
Widok od wschodniej strony z Orlej Perci

Komin Pokutników (słow. Komín kajúcnikov, niem. Büßerkamin, węg. Vezeklők kéménye) – komin w północno-wschodniej ścianie Buczynowej Strażnicy w polskich Tatrach Wysokich. Ma długość około 400 m i wylot w Dolince Buczynowej. Prowadzi nim droga wspinaczkowa (V, miejscami V+ stopień trudności w skali trudności UIAA). Po raz pierwszy przeszedł ją znany taternik Jan Długosz. Przejście to opisał w tomie opowiadań pt. Komin Pokutników. Obecnie komin ten i w ogóle drogi wspinaczkowe na zachodniej ścianie wznoszącej się nad Dolinką Buczynową są przez taterników odwiedzane bardzo rzadko.